# 윤도현 and Band
《윤도현 and Band》(《윤도현 2 and Band》, 《윤도현 2》라고도 불림)는 대한민국의 록 밴드 윤도현 밴드(현 YB)의 두 번째 정규 음반이다.
윤도현이 첫 번째 음반 《가을 우체국 앞에서》 이후 1997년에 낸 음반으로, 윤도현 밴드를 결성하고 나서 낸 첫 번째 음반이다. 그렇기 때문에 YB 1집이라고 하는 것이 맞는 듯 하지만, 《가을 우체국 앞에서》까지 YB의 음반에 포함을 시키고 YB 2집으로 친다

## 반응
파워풀한 보컬로 풋내기 티를 완전히 벗어버린 윤도현과 록 기타의 진면모를 보여준 유병열 간의 랑데부는 그룹의 위상을 단번에 수직 상승시켰다. 밴드로서의 첫 출항을 알리는 《윤도현 and Band》는 그들의 열혈 팬들을 만들어낸 출세작이자 자우림, 델리스파이스의 데뷔작과 함께 1997년 한해를 한국 록 융성기로 이끈 의미 있는 음반이다.
그룹으로 모여서 발표한 최초의 음반임에도 불구하고 메시지와 사운드의 결합은 놀라울 만큼 완벽에 가깝다. 많은 팬들에게 아직까지도 윤도현 밴드의 최고 음반으로 언급될 만큼의 높은 완성도를 갖춘 작품이다.

## 곡 목록
| #   | 제목                    | 작사·작곡      | 재생 시간 |
| --- | ----------------------- | -------------- | --------- |
| 1.  | 〈긴 여행〉             | 문제현, 강호정 | 5:44      |
| 2.  | 〈하루살이〉            | 윤도현         | 4:39      |
| 3.  | 〈이 땅에 살기 위하여〉 | 박노해, 윤도현 | 3:31      |
| 4.  | 〈처음처럼〉            | 윤도현         | 5:12      |
| 5.  | 〈꿈꾸는 소녀〉         | 윤도현         | 4:06      |
| 6.  | 〈가리지좀 마〉         | 윤도현, 유병열 | 4:18      |
| 7.  | 〈바다〉                | 윤도현         | 5:06      |
| 8.  | 〈세상속의 아이〉       | 윤도현, 엄태환 | 5:36      |
| 9.  | 〈철문을 열어〉         | 윤도현, 유병열 | 4:50      |
| 10. | 〈머리 아파〉           | 김영수, 윤도현 | 3:05      |
| 11. | 〈다시 한번〉           | 윤도현         | 4:08      |
| 12. | 〈어디로〉              | 고선희, 임준철 | 4:49      |